# Доу Ран (Мисури)
Доу Ран (енгл. Doe Run) насељено је место без административног статуса у америчкој савезној држави Мисури.

## Демографија
По попису из 2010. године број становника је 915.
| Група             | 2000.    | 2010.       |
| Белци             | 0 (0,0%) | 868 (94,9%) |
| Афроамериканци    | 0 (0,0%) | 11 (1,2%)   |
| Азијати           | 0 (0,0%) | 0 (0,0%)    |
| Хиспаноамериканци | 0 (0,0%) | 19 (2,1%)   |
| Укупно            | 0        | 915         |